# Ignoramus et ignorabimus

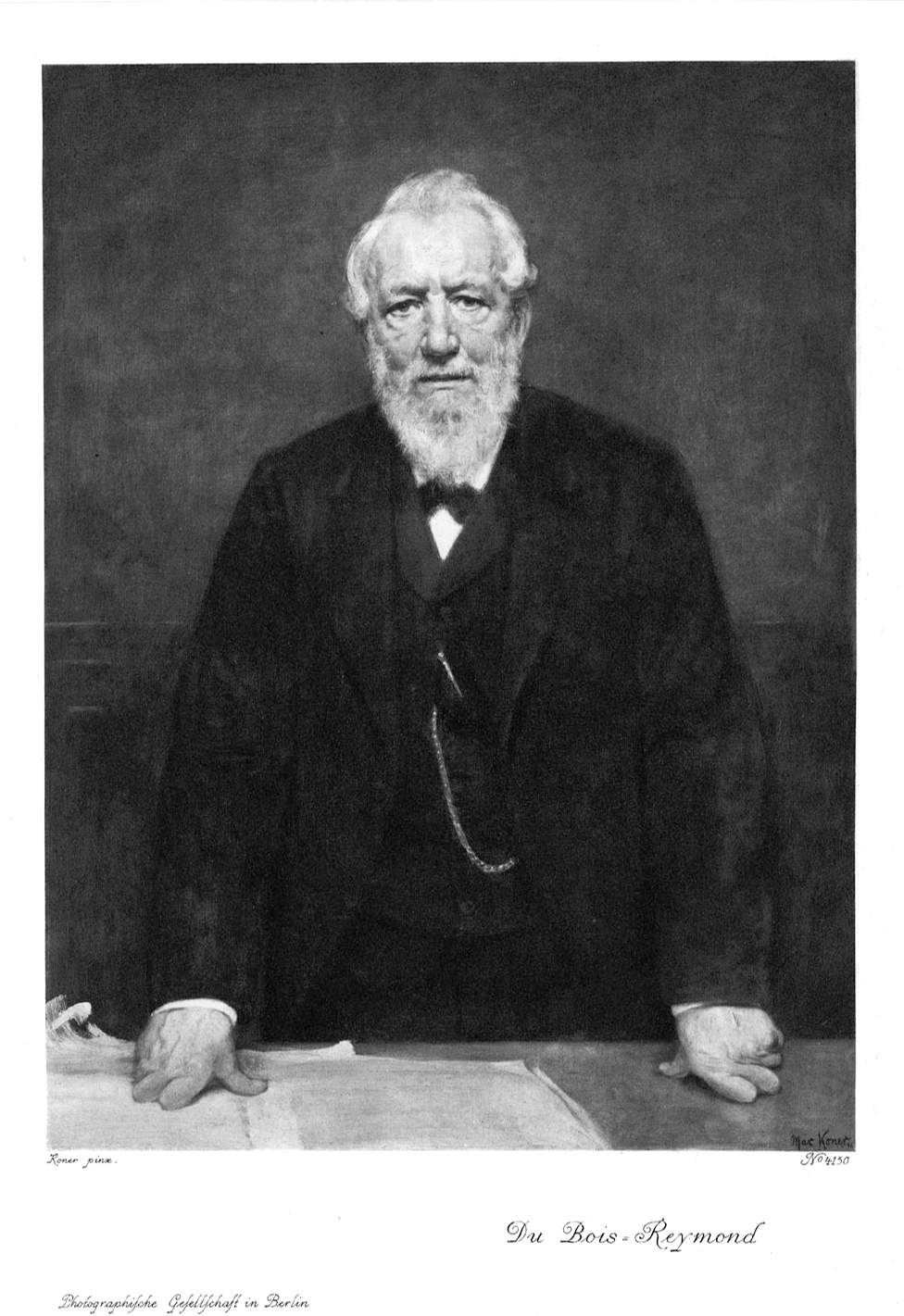
Emil du Bois-Reymond, popularizador de la frase ignoramus et ignorabimus.

La frase latina Ignoramus et ignorabimus ("ignoramos e ignoraremos") es una expresión del eminente fisiólogo Emil du Bois-Reymond de su Über die Grenzen des Naturerkennens ("Sobre los límites de nuestro entendimiento de la naturaleza", 1872), que ha sido adoptada como lema por el agnosticismo moderno.
Se funda en la distinción, en la actual ignorancia de la humanidad, de lo desconocido y lo incognoscible. Respecto de ciertos problemas de orden material dice el sabio: ignoramus, pero al tratarse de cuestiones que están más allá de los límites de nuestra experiencia debe decir el metafísico ignorabimus, esto es, lo ignoraremos siempre. 
Estas cuestiones, que constituyen otros tantos enigmas del Universo, son la esencia de la materia, el principio del movimiento, el origen de las sensaciones elementales, la libertad humana, la finalidad de la naturaleza y el origen del pensamiento y del lenguaje (ver del mismo autor Dies sieben Welträtsel, 1882). De estos supuestos enigmas la ciencia y la filosofía han eliminado algunos y respecto de los demás, si no han conseguido llegar a un conocimiento adecuado, existen hipótesis que satisfacen plenamente las condiciones de inteligibilidad. El único enigma  sin ninguna posible solución es el problema de explicar el origen de las matemáticas, de las que se siguen las leyes de la física misma.